# Abacetus antoinei
Abacetus antoinei es una especie de escarabajo terrestre de la subfamilia Pterostichinae.  Fue descrita por Straneo en 1951 y es una especie endémica que se encuentra en Marruecos. 